# Meaghan Smith
Meaghan Smith (London, 1978) è una cantante canadese.

## Biografia
Cresciuta in una famiglia musicale, Meaghan Smith ha imparato a suonare la chitarra e il pianoforte da autodidatta. Ha iniziato ad esibirsi mentre frequentava l'università, e nel 2008 ha firmato un contratto discografico con la Warner Music Canada.
Nell'autunno del 2009 è uscito il suo primo album sotto una major, The Cricket's Orchestra, che ha ottenuto un buon successo critico, fruttando alla cantante un Juno Award, il principale riconoscimento musicale canadese, per il miglior artista esordiente. È stato seguito nel 2011 dall'album di musica natalizia It Snowed.
Nel 2014 il suo singolo Have a Heart, primo estratto dall'album omonimo, è stato il primo ingresso di Meaghan Smith nella Billboard Canadian Hot 100, dove ha raggiunto la 94ª posizione.

## Discografia

### Album in studio
- 2004 – Lost with Directions
- 2007 – A New Kind of Light (con Jill Barber e Rose Cousins)
- 2009 – The Cricket's Orchestra
- 2011 – It Snowed
- 2014 – Have a Heart

### EP
- 2008 – The Cricket's Quartet
- 2009 – Wish Upon a Star
- 2020 – In a Heart Beat

### Singoli
- 2008 – Five More Minutes
- 2008 – Drifted Apart/A Little Love
- 2009 – A Piece for You
- 2010 – If You Asked Me/I Know'
- 2011 – Heartbroken
- 2014 – Have a Heart
- 2014 – Friends Like You
- 2018 – In My Daydream